# Every Breath You Take
Every Breath You Take è una canzone del 1983 eseguita dal gruppo musicale The Police e scritta interamente dal suo leader Sting. È il primo singolo estratto dall'album Synchronicity.

## Descrizione
Il brano, uno dei principali successi dell'anno, è rimasto in cima alla classifica degli Stati Uniti per otto settimane e del Regno Unito per un mese, mentre in Italia ha raggiunto la decima posizione.
Sting vinse il premio Grammy Award alla canzone dell'anno 1984 con questo brano. Nella lista delle 500 migliori canzoni secondo Rolling Stone, la canzone si posiziona al numero 84. Nel 2000 Sting guadagnava una media di 2.000 dollari al giorno di diritti d'autore per la canzone. Anni dopo, l'utilizzo di un sample di Every Breath You Take da parte di Puff Daddy sul singolo I'll Be Missing You fruttò all'autore ulteriori royalty. Sting stesso ha riportato che a informarlo dell'uso, da lui non autorizzato, di tale campionamento sul brano del rapper statunitense fu Elton John.

## Il testo
Il testo della canzone è stato fortemente influenzato dal divorzio che Sting stava affrontando in quel periodo; le parole si riferiscono infatti ad un personaggio sinistro, che controlla i comportamenti della persona a cui si rivolge, osservandone "ogni respiro tu prenda, ogni mossa tu faccia". 
(Sting)
Altrove, lo stesso Sting dichiarò:
(Sting)
Nella canzone sono presenti, oltre ai consueti strumenti del gruppo, un quartetto di violini e un pianoforte.
Le frasi "Every breath you take / every move you make" sono molto simili a: "Every breath I take, oh oh oh oh oh / Every move I make." usate dai Led Zeppelin nella loro canzone D'yer Mak'er dell album Houses of the Holy (1973)

## Video musicale
La canzone fu accompagnata da un video celebrato per l'ottima resa cinematografica in bianco e nero. Sia MTV (nel 1999) che VH1 (nel 2002) lo nominarono come uno dei migliori video musicali di sempre, piazzandolo rispettivamente al sedicesimo e al trentatreesimo posto nelle loro top 100. Il regista Daniel Pearl vinse il primo MTV cinematography award per il suo lavoro sul video.

## Tracce
Testi e musiche di Sting.
1. Every Breath You Take (Single Version) – 3:14
2. Murder by Numbers (Single Version) – 4:31

## Formazione
- Sting – voce, basso, pianoforte, tastiere, contrabbasso
- Andy Summers – chitarra elettrica
- Stewart Copeland – batteria, percussioni, drum machine

## Classifiche

### Classifiche settimanali
| Classifica (1983-2025)           | Posizione massima |
| -------------------------------- | ----------------- |
| Australia                        | 2                 |
| Austria                          | 8                 |
| Belgio (Fiandre)                 | 9                 |
| Canada                           | 1                 |
| Finlandia                        | 5                 |
| Francia                          | 3                 |
| Germania                         | 8                 |
| Grecia                           | 60                |
| Irlanda                          | 1                 |
| Italia                           | 3                 |
| Lituania                         | 31                |
| Norvegia                         | 2                 |
| Nuova Zelanda                    | 6                 |
| Paesi Bassi                      | 3                 |
| Polonia                          | 80                |
| Regno Unito                      | 1                 |
| Repubblica Ceca                  | 76                |
| Slovacchia                       | 73                |
| Spagna                           | 2                 |
| Stati Uniti                      | 1                 |
| Stati Uniti (adult contemporary) | 5                 |
| Stati Uniti (mainstream rock)    | 1                 |
| Sudafrica                        | 1                 |
| Svezia                           | 2                 |
| Svizzera                         | 6                 |

### Classifiche di fine anno
| Classifica (1983) | Posizione |
| ----------------- | --------- |
| Australia         | 10        |
| Belgio (Fiandre)  | 42        |
| Canada            | 1         |
| Germania          | 38        |
| Italia            | 10        |
| Nuova Zelanda     | 35        |
| Paesi Bassi       | 45        |
| Regno Unito       | 16        |
| Spagna            | 19        |
| Stati Uniti       | 1         |
| Sudafrica         | 5         |
| Classifica (2023) | Posizione |
| Portogallo        | 194       |
| Classifica (2024) | Posizione |
| Portogallo        | 131       |

### Classifiche di fine decennio
| Classifica (1980-89) | Posizione |
| -------------------- | --------- |
| Stati Uniti          | 5         |

### Classifiche di tutti i tempi
| Classifica (1958-2021) | Posizione |
| ---------------------- | --------- |
| Stati Uniti            | 35        |

## Altre versioni
La canzone è stata riproposta da numerosi artisti:
- gli UB40 ne hanno fatto una cover nel 2004 per la colonna sonora del film 50 volte il primo bacio.
- Weird Al Yankovic ne ha proposto una interpretazione polka nel suo medley Polkas on 45.
- i Copeland hanno registrato una cover per l'album tributo ¡Policia! - A Tribute to the Police;
- i Millencolin ne hanno incluso una propria versione nella loro compilation The Melancholy Collection.
- La base della canzone è stata riutilizzata dal rapper statunitense Puff Daddy con Faith Evans nel brano I'll Be Missing You del 1997, dedicata al rapper scomparso The Notorious B.I.G., che ha raggiunto la prima posizione nella classifica "Billboard Hot 100".
- una versione cover della canzone viene intensamente utilizzata nel film L'occhio del gatto.
- nel 2005 i Trading Yesterday registrarono una cover della canzone, successivamente inserita nell'album More of This (2007).
- il singolo Losing You di Gabry Ponte, uscito nel 2023, omaggia nella melodia il brano dei Police.

Sting stesso è stato coinvolto in alcuni adattamenti della canzone. Nel 1994 ne ha interpretato una versione intitolata Every Bomb You Make per il programma satirico Spitting image, che fu ripresa anche per lo show conclusivo il 1º gennaio 1985. La canzone è stata reinterpretata al Live 8 il 2 luglio del 2005; il testo è stato modificato in "We'll be watching you", riferendosi ai capi del G8. Ancora, nel 1997 Sting ha eseguito la canzone insieme a Puff Daddy agli MTV Video Music Awards, dedicandola alla Principessa Diana, scomparsa in un incidente automobilistico cinque giorni prima. Lo stesso Sting nel finale di Love Is the Seventh Wave, tratta dal suo primo album solista The Dream of the Blue Turtles, improvvisa una parodia dei versi della canzone "Every breath you take / every move you make" facendoli seguire a "Every cake you bake" ("ogni torta che inforni") e "Every leg you break" ("ogni gamba che rompi": va detto che "break a leg" in inglese è l'equivalente del nostro "in bocca al lupo").

## Curiosità
Il celebre riff di chitarra di Andy Summers è stato eseguito con la tecnica dello "stoppato", usando una gomma per cancellare tra le  corde per ottenere un suono morbido e particolare.